# 伊登 (堪薩斯州)
伊登（英語：Eden）為位在美国堪薩斯州艾奇遜縣的非建制地區。該地區位於縣城艾奇逊西北方，兩地之間距離約8（5.0英里）。該地區現今坐落於拉貝特路（Labette Rd）、第322路（322nd Rd）以及第326路（326th Rd）之間的路口。
伊登的郵政局於1858年設立，直到1900年結束營運。

## 外部連結
- 美國地質調查局地名資訊系統：Eden (historical)